# Baincthun
Baincthun település Franciaországban, Pas-de-Calais megyében. Lakosainak száma 1321 fő (2022. január 1.). Baincthun La Capelle-lès-Boulogne, Isques, Questrecques, Saint-Martin-Boulogne, Wirwignes, Bellebrune, Carly, Crémarest, Echinghen és Hesdin-l’Abbé községekkel határos.

## Népesség
A település népességének változása:
| Lakosok száma | 1315 | 1293 | 1343 | 1291 | 1293 | 1294 | 1296 | 1314 | 1321 |
|               | 2013 | 2015 | 2016 | 2017 | 2018 | 2019 | 2020 | 2021 | 2022 |